# Hugh Macdonald
Hugh Macdonald (31 de janeiro de 1940, Newbury, Berkshire) é um musicólogo inglês, conhecido pelo seu trabalho sobre a música do século XIX, especialmente a francesa. Foi o editor de Hector Berlioz: New Edition of the Complete Works desde 1967 e é particularmente activo no reavivamento do interesse na obra de Berlioz. É o autor de várias entradas no Grove Dictionary of Music and Musicians.